# Contea di Otero (Colorado)
La contea di Otero, in inglese Otero County, è una contea dello Stato del Colorado, negli Stati Uniti. La popolazione al censimento del 2000 era di 20 311 abitanti. Il capoluogo di contea è La Junta.

## Geografia
La contea si trova nel sud-est dello Stato. Il territorio è prevalentemente pianeggiante e si trova nella fertile valle del fiume Arkansas. La contea conta diverse aree protette nazionali e statali; tra queste ci sono anche la fortezza Bent's Old Fort e il Santa Fe Trail.

### Contee confinanti
- Contea di Crowley - nord
- Contea di Kiowa - nord-est
- Contea di Bent - est
- Contea di Las Animas - sud
- Contea di Pueblo - ovest

## Storia
La contea fu fondata nel 1889 e deve il suo nome a Miguel Antonio Otero, politico del Territorio del Nuovo Messico.

## Comuni

### Cities
- La Junta (capoluogo)
- Rocky Ford

### Towns
- Cheraw
- Fowler
- Manzanola
- Swink